# OSSA Phantom
L'OSSA Phantom fou un model de motocicleta fabricat per OSSA entre 1974 i 1977, dissenyat específicament per a la pràctica del motocròs. Al llarg de la seva vida comercial se'n produïren diverses versions en tres cilindrades (125, 175 i 250 cc), per bé que les més populars foren les de 250 cc. Com a característiques generals a totes les versions, disposaven d'un motor de dos temps monocilíndric refrigerat per aire, bastidor de doble bressol, frens de tambor i amortidors de forquilla convencional davant i telescòpics darrere.
Presentada durant el Saló de l'Automòbil de Barcelona de 1973, la Phantom es començà a comercialitzar a començaments de 1974. El model, força evolucionat per a l'època, naixia de l'intent per part d'OSSA de tornar al motocròs després d'uns anys en què havia tingut abandonat aquest segment. La moto tingué molt bona acceptació comercial, especialment al mercat nord-americà i al francès, per als quals se'n desenvoluparen fins i tot versions especials com ara la Desert Phantom -pensada per a les curses pel desert típiques dels EUA- o l'Enduro Phantom, adaptació a l'enduro de petita cilindrada (un sector molt popular a França aleshores). D'altra banda, a començaments de 1978, un cop abandonada la producció de la Phantom i amb OSSA immersa en una greu crisi que n'acabà provocant el tancament, aparegué una versió de Phantom matriculable, teòricament d'enduro, coneguda indistintament com a Phantom TT i Phantom Desert.
Pel que fa al vessant esportiu, la Phantom aconseguí també bons resultats en competicions internacionals a mans de pilots com ara Håkan Carlqvist, John Banks, Claude Jobé (germà gran del multi-campió del món Georges Jobé) i Marty Moates, així com èxits destacats en campionats estatals arreu del món, especialment a França, Itàlia i l'estat espanyol (en aquest darrer cas, a mans de pilots com ara Narcís Roca Vampir i Ferran Alibés). Al Campionat del Món de motocròs, però, l'OSSA Phantom no hi destacà tant com les també catalanes Bultaco Pursang i Montesa Cappra, bàsicament perquè OSSA no comptà mai amb pilots de primera línia (Carlqvist, Campió del món uns anys més tard, era un debutant quan corria amb la marca i Moates no tenia experiència en curses europees).

## Història

### Antecedents

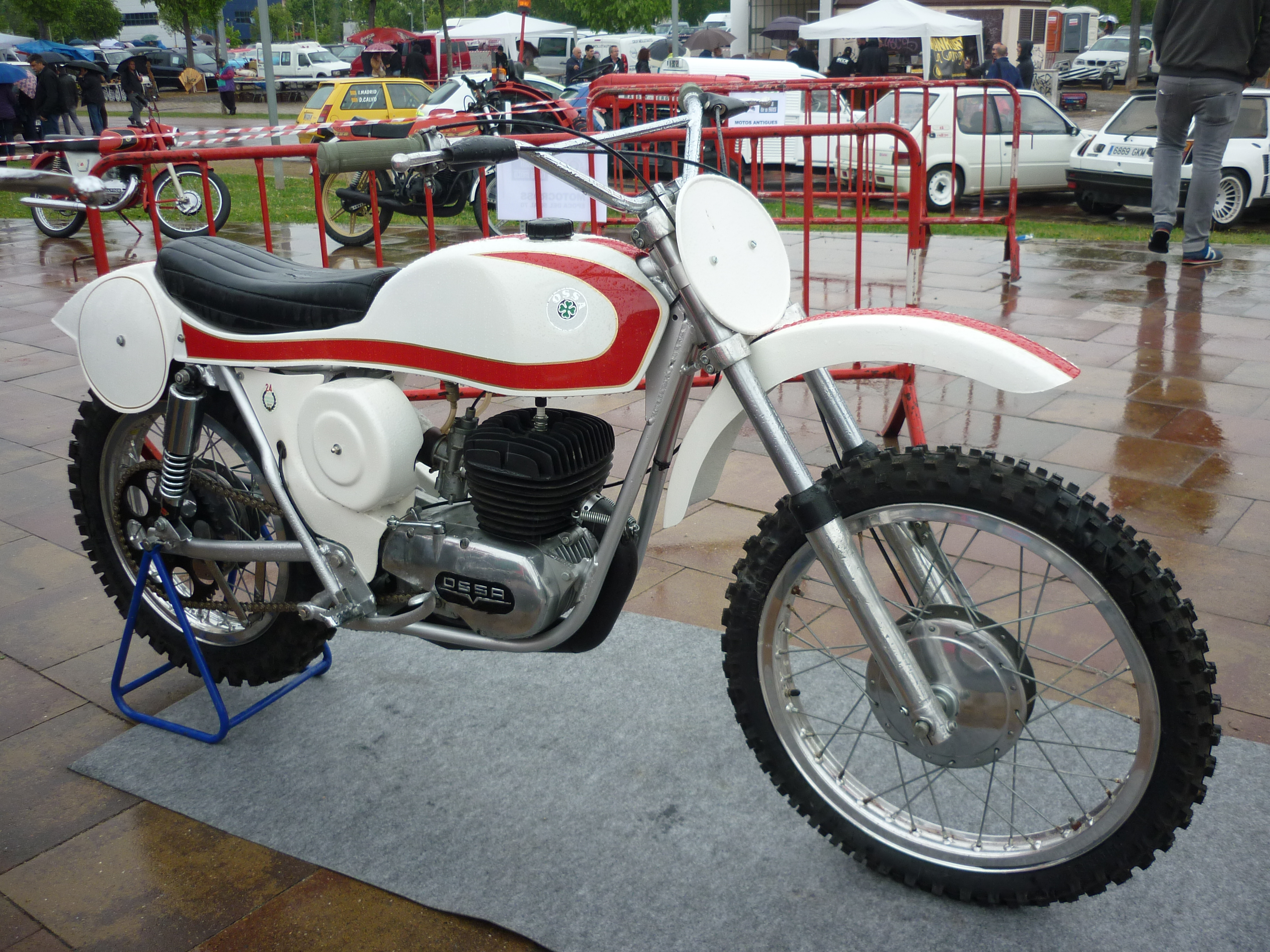
L'OSSA Stiletto 250 AS de 1971

L'interès d'OSSA pel motocròs començà tan bon punt aquesta disciplina s'introduí a la península Ibèrica, a mitjan dècada de 1950. Alguns pioners d'aquest esport, com ara els germans Elizalde, Josep Romeu, Conrad Cadirat i Carles Giró, pilotaren amb èxit unitats de models d'OSSA 125, 150 i 175 preparades per a curses de motocròs (poca cosa més que motocicletes de carretera amb rodes de tacs). Amb aquestes motos, José Antonio i Juan Elizalde guanyaren els dos primers campionats d'Espanya disputats -els anys 1959 i 1960- en la categoria de 250cc.
Entre 1964 i 1972, l'empresa produí els models 175Sport i 175SE, evolucions de la 175 de carretera adaptades al fora d'asfalt. Però fou amb la Stilleto, apareguda el 1967, que OSSA entrà amb força dins el sector del motocròs, amb un model competitiu i pensat específicament per a aquesta disciplina. La primera versió cubicava 230 cc i el 1969 en sortí una de 250 cc, creada sobretot per al mercat d'exportació i en concret per al nord-americà.
La Stiletto es fabricà fins al 1973, se'n vengueren milers d'unitats i participà amb èxit en competicions internacionals, pilotada entre d'altres per Gaston Rahier (anys abans d'esdevenir Campió del món amb Suzuki), el també belga François Minne i Mick Andrews. Als Estats Units, pilots com ara Dick Mann i Rex Staten van obtenir nombrosos èxits en curses nacionals amb aquest model.

### Llançament de la Phantom

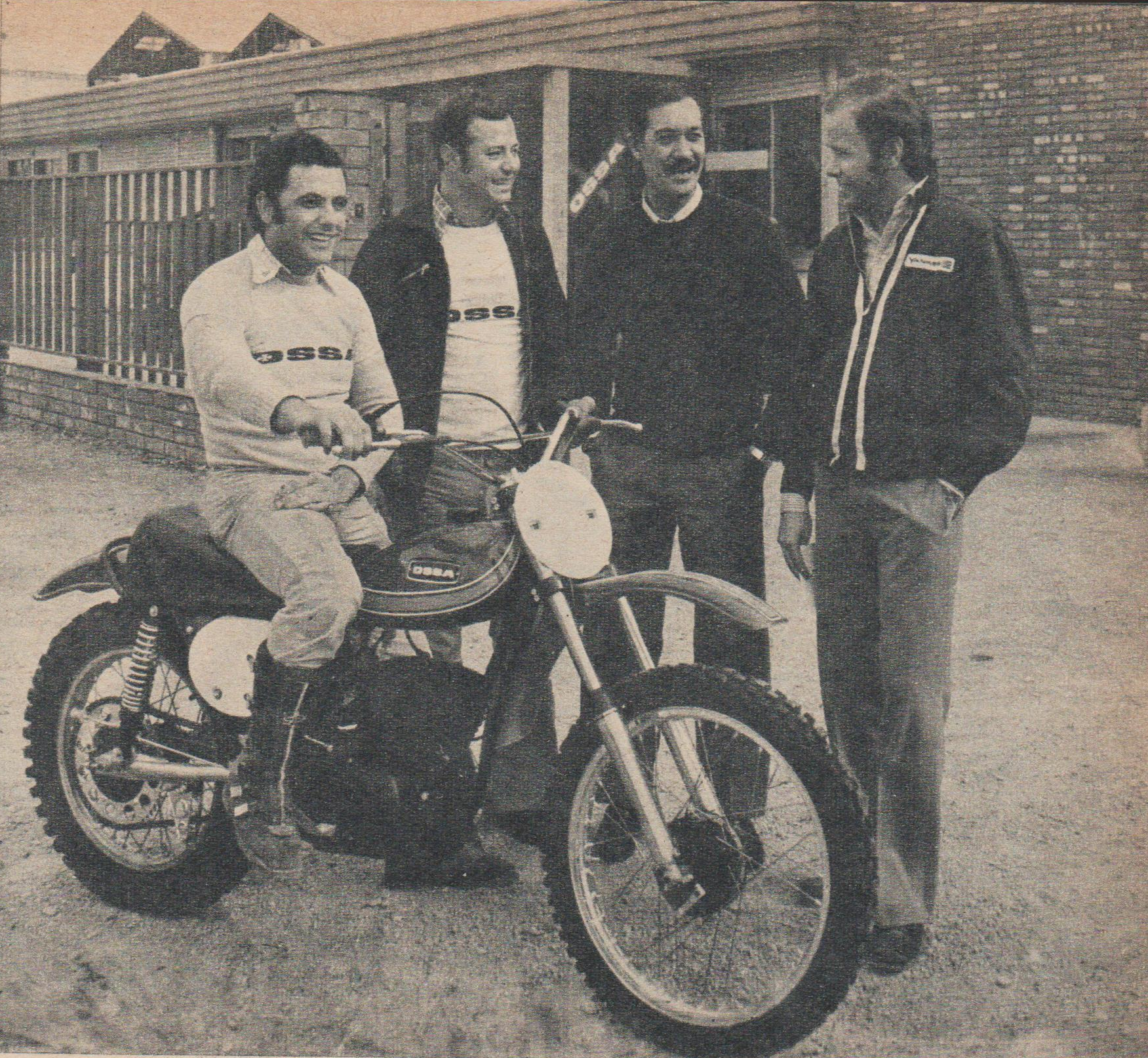
Domingo Gris i Fernando Muñoz amb la Phantom a OSSA el 1974

Després del llançament de la Stiletto, l'enginyer (i fill de l'amo d'OSSA) Eduard Giró treballà durant anys en un nou model de motocròs altament competitiu tot provant-ne diversos prototipus en curses de tota mena, fins que l'empresa el presentà el 1973 amb el nom de Phantom i un motor de 250 cc. Aquest nou model es posà definitivament a la venda el 1974 i, de cara a la temporada de curses, OSSA fitxà el vigent campió britànic de motocròs, John Banks, i l'ex-campió estatal Domingo Gris com a pilots provadors (al mateix temps que fitxà també a Randy Muñoz com a pilot oficial de trial). La moto destacava per la seva lleugeresa (va ser la primera moto de sèrie amb un xassís de tub de crom-molibdè i basculant de duralumini, amb la qual cosa pesava sis o set quilos menys que les motos de la competència) però els resultats no foren els esperats i Gris abandonà la marca poc després. Fou aleshores quan Randy Muñoz el substituí en la tasca de desenvolupament de la Phantom i, de passada, decidí abandonar el trial definitivament i començà una reeixida carrera esportiva en el motocròs.
La principal virtut de la Phantom era la seva extrema manejabilitat, producte de la seva lleugeresa (la moto pesava només 88,5 kg de pes). Després de Domingo Gris, OSSA va fitxar algun pilot de renom i la fama de la moto s'escampà arreu. Un punt d'inflexió important en la història d'aquest model fou la tardor de 1976, quan uns periodistes de la revista Solo Moto desplaçats als EUA per a cobrir la Trans-AMA hi descobriren en una cursa de Supercross a Marty Moates, un pilot desconegut que guanyà a tots els oficials de les marques japoneses amb la seva Phantom AS76 privada. En saber-ho, els directius de la marca fitxaren Moates i el portaren a Europa durant el mundial de 1977. Tot i que l'americà prometia força, la nova versió de Phantom d'aquell any (AS77) no estigué a l'altura de les expectatives i l'experiència coincidí amb l'inici del declivi de l'empresa, de manera que aquella fou la darrera temporada en què una OSSA Phantom competí oficialment en un campionat mundial, així com l'AS77 fou la darrera versió del model que fabricà l'empresa.

## Versions
Les diferents versions de la Phantom es varen diferenciar històricament amb la nomenclatura «AS nn» (essent nn l'any de llançament), tot i que no hi ha acord en el format exacte en què cal escriure la denominació: les diverses fonts consultades documenten les versions indistintament com a ASnn, AS/nn, AS-nn o AS nn. Pel que fa al prefix «AS», cal dir que ja fou emprat abans amb el model Stiletto i corresponia a les inicials d'American Scrambler ("Motocròs americà" en anglès).
Al mateix temps, d'ençà de la versió de 1976 (AS76), les Phantom es varen comercialitzar al mercat nord-americà com a Phantom GP, de manera que l'AS76 s'hi distribuí com a "Phantom GP II" i l'AS77 com a "Phantom GP III".

### Llista de versions produïdes
| Versió                    | Cilindrada                | Id. Model                 | Anys                      | Núm. Sèrie                | Unitats | Pintura dipòsit                                  |
| ------------------------- | ------------------------- | ------------------------- | ------------------------- | ------------------------- | ------- | ------------------------------------------------ |
| AS74                      | 125 cc                    | B16                       | 1974 - 1975               | B160001                   | 750     | Blau amb franges carbasses (dipòsit i parafangs) |
| AS74                      | 175 cc                    | B17                       | 1974 - 1975               | B170001                   | 500     | Blau amb franges carbasses (dipòsit i parafangs) |
| AS74                      | 250 cc                    | B18                       | 1974                      | B180001                   | 2.400   | Blau amb franges carbasses (dipòsit i parafangs) |
|                           |                           |                           |                           |                           |         |                                                  |
| AS75                      | 250 cc                    | B19                       | 1975                      | B190001                   | 1.300   | Blau amb franges carbasses (dipòsit i parafangs) |
| AS76                      | 250 cc                    | B46                       | 1976                      | B460001                   | 800     | Blau amb franges carbasses (parafangs blancs)    |
| AS77                      | 250 cc                    | B60                       | 1977                      | B600001                   | 500     | Blau elèctric                                    |
| Total d'unitats produïdes | Total d'unitats produïdes | Total d'unitats produïdes | Total d'unitats produïdes | Total d'unitats produïdes | 6.250   |                                                  |

### AS74
La primera versió de la nissaga de les Phantom es començà a comercialitzar en la cilindrada de 250 cc, tot i que atès el seu èxit n'acabaren sortint versions de 125 i 175 cc. El seu bastidor era molt lleuger causa de l'ús de crom-molibdè i anava pintant de negre. El motor era molt manejable fins i tot per pilots no gaire experts, gràcies a la seva carburació i a un peculiar tub d'escapament.
Pel que fa a l'estètica, dipòsit i parafangs combinaven el blau metal·litzat amb unes franges carbasses, combinació que heretarien les seves posteriors evolucions AS75 i AS76.
Fitxa tècnica
| AS74               | AS74                                             | AS74                                             | AS74                                             | AS74 |
| ------------------ | ------------------------------------------------ | ------------------------------------------------ | ------------------------------------------------ | ---- |
|                    | 125                                              | 175                                              | 250                                              |      |
| Id. Model          | B16                                              | B17                                              | B18                                              |      |
| Núm. Sèrie         | B160001                                          | B170001                                          | B180001                                          |      |
| Anys               | 1974 - 1975                                      | 1974 - 1975                                      | 1974                                             |      |
| CC                 | 123,7                                            | 175                                              | 244                                              |      |
| Diàmetre x Carrera | 54 x 54 mm                                       | 60,9 x 60 mm                                     | 72 x 60 mm                                       |      |
| Compressió         | 12,5:1                                           | 14,5:1                                           | 12:1                                             |      |
| CV                 | 24,2 a 10.000 rpm                                | 21 a 8.500 rpm                                   | 27,8 a 7.500 rpm                                 |      |
| Carburador         | Amal 32 mm                                       | Amal 32 mm                                       | Bing 36 mm                                       |      |
| Canvi              | 5 velocitats                                     | 5 velocitats                                     | 5 velocitats                                     |      |
| Suspensió davant   | Forquilla telescòpica                            | Forquilla telescòpica                            | Forquilla telescòpica                            |      |
| Suspensió darrera  | Amortidors hidràulics                            | Amortidors hidràulics                            | Amortidors hidràulics                            |      |
| Pneumàtic davant   | 3,00 x 21                                        | 3,00 x 21                                        | 3,00 x 21                                        |      |
| Pneumàtic darrera  | 4,00 x 18                                        | 4,00 x 18                                        | 4,50 x 18                                        |      |
| Frens davant       | Tambor 122 mm                                    | Tambor 122 mm                                    | Tambor 122 mm                                    |      |
| Frens darrera      | Tambor 150 mm                                    | Tambor 150 mm                                    | Tambor 150 mm                                    |      |
| Pes en sec         | 83,5 Kg                                          | 85 Kg                                            | 88,5 Kg                                          |      |
| Capacitat dipòsit  | 9 litres                                         | 9 litres                                         | 9 litres                                         |      |
| Pintura dipòsit    | Blau amb franges carbasses (dipòsit i parafangs) | Blau amb franges carbasses (dipòsit i parafangs) | Blau amb franges carbasses (dipòsit i parafangs) |      |

### AS75
La principal novetat de la versió AS75 fou el canvi de bastidor (per tal de reforçar-ne la part posterior) i l'increment de tres centímetres pel que fa al basculant. En aquest, a més, s'hi canviava el grau d'inclinació dels nous amortidors de gas, de la marca Betor. Mantenia pràcticament la mateixa estètica que la versió anterior, ja que els colors eren els mateixos, però s'hi canvià la caixa del filtre de l'aire, que ja no era solidària amb les tapes laterals (per tant, per a enquibir-lo en la nova disposició, el parafang del darrere i el seient s'hagueren de modificar, motivat això també per qüestions estètiques).
Pel que fa al motor, cal destacar-ne el canvi de distribució per tal d'aconseguir més potència, les variacions a les relacions de canvi i diverses millores al cigonyal, biela i selector. El tub d'escapament comptava amb més protecció.
Fitxa tècnica
| AS75               | AS75                                             | AS75 |
| ------------------ | ------------------------------------------------ | ---- |
|                    | 250                                              |      |
| Id. Model          | B19                                              |      |
| Núm. Sèrie         | B190001                                          |      |
| Anys               | 1975                                             |      |
| CC                 | 244                                              |      |
| Diàmetre x Carrera | 72 x 60 mm                                       |      |
| Compressió         | 13,5:1                                           |      |
| CV                 | 25,8 a 7.000 rpm                                 |      |
| Carburador         | Bing 36 mm                                       |      |
| Canvi              | 5 velocitats                                     |      |
| Suspensió davant   | Forquilla telescòpica                            |      |
| Suspensió darrera  | Amortidors hidràulics                            |      |
| Pneumàtic davant   | 3,00 x 21                                        |      |
| Pneumàtic darrera  | 4,50 x 18                                        |      |
| Frens davant       | Tambor 122 mm                                    |      |
| Frens darrera      | Tambor 150 mm                                    |      |
| Pes en sec         | 89,5 Kg                                          |      |
| Capacitat dipòsit  | 9 litres                                         |      |
| Pintura dipòsit    | Blau amb franges carbasses (dipòsit i parafangs) |      |

### AS76
L'OSSA Phantom AS76 ha estat considerada sovint com a la millor moto de motocròs de la marca. Era una evolució dels models precedents, amb els quals mantenia força semblança estètica (el dipòsit i la pintura eren els mateixos) malgrat que els parafangs ja no anaven pintats de blau, essent de plàstic blanc. Fou la primera versió a incorporar tub d'escapament de bufanda i amortidors posteriors de gas. A banda, s'hi renovaren les tapes laterals del motor i s'hi implementaren millores mecàniques importants, com ara els nous càrters (per tal d'incloure-hi nous rodets) i un nou carburador Bing de 38 mm amb estàrter.
Fitxa tècnica
| AS76               | AS76                                          | AS76 |
| ------------------ | --------------------------------------------- | ---- |
|                    | 250                                           |      |
| Id. Model          | B46                                           |      |
| Núm. Sèrie         | B460001                                       |      |
| Anys               | 1976                                          |      |
| CC                 | 244                                           |      |
| Diàmetre x Carrera | 72 x 60 mm                                    |      |
| Compressió         | 15,6:1                                        |      |
| CV                 | 31,8 a 8.700 rpm                              |      |
| Carburador         | Bing 38 mm                                    |      |
| Canvi              | 5 velocitats                                  |      |
| Suspensió davant   | Forquilla telescòpica                         |      |
| Suspensió darrera  | Amortidors hidràulics                         |      |
| Pneumàtic davant   | 3,00 x 21                                     |      |
| Pneumàtic darrera  | 4,50 x 18                                     |      |
| Frens davant       | Tambor 122 mm                                 |      |
| Frens darrera      | Tambor 150 mm                                 |      |
| Pes en sec         | 92 Kg                                         |      |
| Capacitat dipòsit  | 9 litres                                      |      |
| Pintura dipòsit    | Blau amb franges carbasses (parafangs blancs) |      |

### AS77

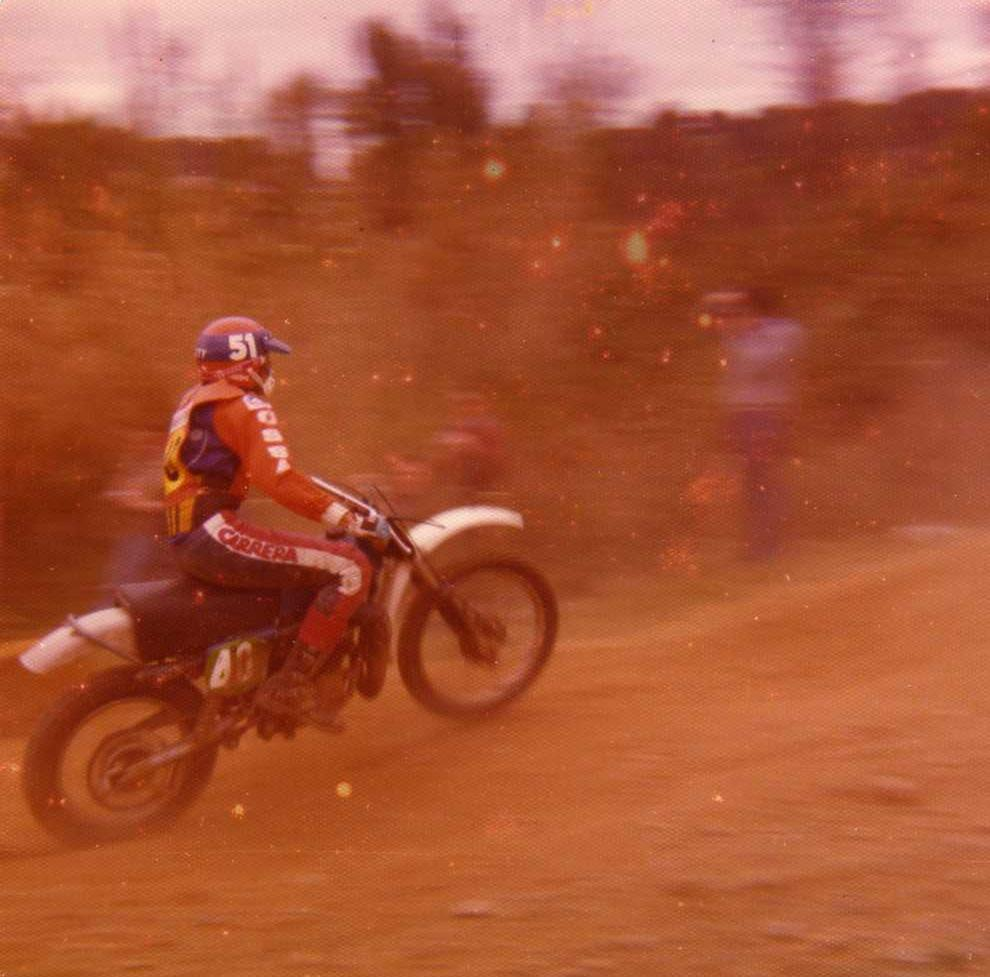
Marty Moates amb la Phantom AS77 al Circuit del Vallès el

L'OSSA Phantom AS77 fou el darrer model de motocròs de la marca i era un intent de competir amb els fabricants japonesos. El xassís es basava en l'AS76 i el basculant era totalment renovat (més llarg i reforçat), aconseguint així una major geometria. També es potencià el motor, amb un canvi important al cilindre (ara de quatre transferidors i quatre aletes). La bufanda seguia essent la mateixa, però ara el silenciador sortia per la part esquerra del darrere i no quedava ocult sota la tapa lateral, com en el model anterior. L'estètica es renovà totalment, tot canviant el dipòsit de tipus llàgrima anterior per un de més quadrat d'un color blau més elèctric.
Aquesta versió, coneguda als EUA com a Phantom GP III, disposava de l'última tecnologia del seu temps: un cilindre de cinc ports, en lloc dels quatre de la generació anterior, dissenyat de nou amb quatre aletes per a una millor refrigeració en condicions de fang, amortidors de gas muntats cap endavant, motor amb cobertes de magnesi i una forquilla Betor feta segons especificacions d'OSSA, tan eficaç que Marty Moates la preferia abans que no pas la Marzocchi (considerada com a la millor configuració de l'època). La producció, però, va arribar tot just a les 500 unitats, ja que aviat quedà obsoleta respecte a les seves competidores i la fàbrica, ja submergida en fase crítica, hagué d'apostar per models més comercials i oblidà per sempre més el motocròs.
Fitxa tècnica
| AS77 ("Phantom GP III") | AS77 ("Phantom GP III") | AS77 ("Phantom GP III") |
| ----------------------- | ----------------------- | ----------------------- |
|                         | 250                     |                         |
| Id. Model               | B60                     |                         |
| Núm. Sèrie              | B600001                 |                         |
| Anys                    | 1977                    |                         |
| CC                      | 244                     |                         |
| Diàmetre x Carrera      | 72 x 60 mm              |                         |
| Compressió              | 14,9:1                  |                         |
| CV                      | 32,8 a 8.500 rpm        |                         |
| Carburador              | Bing 38 mm              |                         |
| Canvi                   | 5 velocitats            |                         |
| Suspensió davant        | Forquilla telescòpica   |                         |
| Suspensió darrera       | Amortidors hidràulics   |                         |
| Pneumàtic davant        | 3,00 x 21               |                         |
| Pneumàtic darrera       | 4,50 x 18               |                         |
| Frens davant            | Tambor 150 mm           |                         |
| Frens darrera           | Tambor 150 mm           |                         |
| Pes en sec              | 94 Kg                   |                         |
| Capacitat dipòsit       | 8,750 litres            |                         |
| Pintura dipòsit         | Blau elèctric           |                         |

## Resultats al Campionat del Món
Tot seguit es relacionen aquells pilots que han obtingut punts al Campionat del Món de motocròs amb una Phantom al llarg de la història d'aquesta competició, detallats per cilindrada i any. S'hi indica la posició final obtinguda i el total de punts aconseguits per temporada. S'assenyala amb negreta la millor classificació final obtinguda a cada cilindrada.

### 250 cc
Fou en la categoria dels 250 cc on les Phantom obtingueren els millors resultats internacionals.
| Any  | Posició | Pilot           | Punts |
| ---- | ------- | --------------- | ----- |
| 1969 | 37è     | Gaston Rahier   | 2     |
| 1971 | 23è     | François Minne  | 3     |
| 1974 | 25è     | Håkan Carlqvist | 7     |
| 1975 | 23è     | Håkan Carlqvist | 11    |
| 1975 | 35è     | Claude Jobé     | 1     |
| 1976 | 15è     | Håkan Carlqvist | 32    |
| 1977 | 19è     | Marty Moates    | 13    |

1. ↑  Tot i que la Phantom no es comercialitzà fins al 1974, en aquesta taula es relacionen també els resultats obtinguts abans d'aquesta data amb els models OSSA de motocròs predecessors, bàsicament la Stiletto.

### 125 cc
En la categories dels 125 cc, els resultats obtinguts al mundial no varen ser tan destacats com en la dels 250 cc perquè l'empresa esmerçava els màxims esforços en aquesta (més rendible comercialment).
| Any  | Posició | Pilot      | Punts |
| ---- | ------- | ---------- | ----- |
| 1974 | 54è     | José Lanzo | 4     |

1. ↑  Fins al 1974 inclòs no existia el Campionat del Món de 125 cc, ans el Campionat d'Europa